# São Vicente (Kap Verde)
São Vicente (portugisisk for Sankt Vincent), også Sanvicente eller Sanvcênt på kreolsk, er en af øerne i Kap Verdes øgruppe Barlavento. Nordvest for øen ligger São Vicentekanalen og øen Santo Antão. I sydøst ligger øen São Nicolau. Øens lufthavn ligger i sydvest.
Øen har en befolkning på 67.163 indbyggere. Hovedbyen er Mindelo, som er Kap Verdes næststørste, har 96% af befolkningen.
16°51′N 24°58′V / 16.850°N 24.967°V